# عملیات بوفل

عقب‌نشینی مرحله به مرحله ارتش چهارم و ارتش نهم آلمان از برآمدگی رژف، ۲۲–۱ مارس ۱۹۴۳

عملیات بوفل (به آلمانی: Operation Büffel) نام مجموعه‌ای از عقب‌نشینی‌های نیروهای ورماخت بین روزهای ۱ تا ۲۲ مارس سال ۱۹۴۳ در جبهه شرقی جنگ جهانی دوم بود. این عقب‌نشینی شامل تخلیه برآمدگی خط مقدم در ناحیه رژف بود. در مجموع ۲۱ لشکر از این منطقه عقب نشستند. این عقب‌نشینی به آلمانی‌ها کمک کرد تا برای نبرد بعدی بتوانند خود را بازسازی و آماده کنند.